# Ariobàrzanes (fill d'Artabazos II)
Ariobàrzanes (grec antic: Ἀριοβαρζάνης, en persa Arya-barzan) fou un general persa fill d'Artabazos II de Frígia, que era fill de Farnabazos II i Apama, filla d'Artaxerxes II.
Vers el 363 aC, Artabazos II es va casar amb una germana de dos comandants mercenaris rodis, Mèmnon i Mèntor de Rodes, amb qui va tenir onze fills i deu filles; entre els quals Ariobàrzanes. La família va viure uns quants anys a la cort de Filip II de Macedònia, on el seu pare s'havia exiliat arran de la seva revolta contra Artaxerxes II el 353 aC, de manera que els fills foren educats en la cultura persa i la grega. Assabentat Artabazos dels plans del rei macedoni per envair Pèrsia, va retornar a aquest regne amb la seva família, i fou perdonat pel rei i enrolat entre els més pròxims del gran rei mentre els seus fills i parents rebien alts comandaments a l'exèrcit; Mèntor va ser nomenat comandant en cap de les regions de l'Àsia Menor, i Ariobàrzanes governador de part de la satrapia de Pèrsia; la mare i un germà petit, Ilionos, van anar a la casa reial aquemènida a Damasc, on els va trobar Parmenió just abans de la batalla d'Issos.
A la batalla de Gaugamela, Ariobàrzanes va dirigir unitats d'uns dos mil homes, i el seu germà Orontàbates en va dirigir altres; el comandament suprem el tenia Orxines, un descendent de Cir II el Gran, probablement sàtrapa de la província. Després de la victòria, Alexandre el Gran va avançar cap a Persèpolis, i Ariobàrzanes li va tallar el pas a la plana en una gorga, prop de l'actual Fahlian, probablement al lloc conegut com a Tang-e Kas, un estret congost; els historiadors antics diuen que Ariobàrzanes tenia 40.000 homes, però segurament eren molts menys (potser 700). Els macedonis es van acostar en dos grups amb uns deu mil homes en total. A les Portes Perses es va trobar amb un mur de pedres segurament preparat a correcuita per Ariobàrzanes; Alexandre va assaltar aquesta línia, i Ariobàrzanes el va deixar avançar uns 50 km i el va atacar quan es va considerar en la situació optima; ben protegits, van causar moltes baixes als macedonis i en canvi no van perdre cap home, i Alexandre es va haver de retirar. Llavors va rebre notícies de la revolta del rei Agis III d'Esparta (que en aquell moment ja havia estat derrotat, però això encara no era conegut), cosa que comprometia la seva expedició; però gràcies als presoners perses que s'havien fet, a canvi de diners van revelar les posicions de l'enemic. Alexandre i Cràter van atacar de revés els perses, que van lluitar amb coratge però foren derrotats; segons una tradició, Ariobàrzanes va poder escapar amb un petit grup cap a les muntanyes, però segons una altra versió va morir lluitant.